# شیکاگو پی.دی. (مجموعه تلویزیونی)
شیکاگو پی‌.دی. (به انگلیسی: Chicago P.D.) مجموعه تلویزیونی درام اکشن پلیسی آمریکایی است که توسط دیک وولف و مت اولمستد به عنوان بخشی از فرنچایز وولف انترتیمنت در شیکاگو ساخته شده‌است. این سریال در ۸ ژانویه ۲۰۱۴ به عنوان جایگزین میان فصل در ان‌بی‌سی پخش شد. این نمایش افسران گشت یونیفرم پوش و واحد اطلاعات ناحیه ۲۱ اداره پلیس شیکاگو را دنبال می‌کند که عاملان تخلفات بزرگ خیابانی شهر را تعقیب می‌کنند.
در ۲۷ فوریه ۲۰۲۰، ان‌بی‌سی سریال را برای فصل‌های هشتم، نهم و دهم تمدید کرد. فصل هشتم در ۱ نوامبر ۲۰۲۰ برای اولین بار پخش شد. فصل نهم در ۲۲ سپتامبر ۲۰۲۱ برای اولین بار پخش شد.

## طرح
اسپین آف آتش شیکاگو، شیکاگو پی‌دی، بر روی یک منطقه خیالی ۲۱ متمرکز است که افسران گشت‌زنی و واحد اطّلاعات نخبه اداره به رهبری کارآگاه گروهبان هنک وویت (جیسون بغه) را در خود جای داده‌است. سه فصل اوّل و نیمهٔ اوّل فصل چهار بر روی افسران گشت و اطّلاعات تمرکز دارد و از نیمه دوم فصل چهارم به بعد، بعد از اینکه افسر کوین آتواتر (لارویس هاوکینز) و افسر کیم برجس (مارینا اسکوئرچاتی) به این واحد می‌پیوندند، روی واحد اطّلاعات تمرکز می‌کند.

## فیلمبرداری
این سریال به‌طور کامل در شیکاگو فیلمبرداری شده‌است. نمای بیرونی این ایستگاه، ایستگاه پلیس خیابان ماکسول قدیم (۹۴۳ خیابان ماکسول غربی) است و همان مکانی است که در سریال بلوز هیل استریت استفاده شده‌است. در حدود نیم مایلی از محل آتش‌نشانی شیکاگو فایر در 1360 S. Blue Island Ave قرار دارد.
در ۱۳ مارس ۲۰۲۰، تولید تلویزیون یونیورسال فصل هفتم به دلیل تأثیر همه‌گیری کوید-۱۹ تعطیل شد.

### بازیگران
از بازیگران این فیلم می‌توان به جیسون بغه در نقش گروهبان هنک وویت و جاون سدا در نقش کارآگاه آنتونیو داوسون اشاره کرد. بازیگران تانیا ریموند، کلی بلاتز، اسکات ایستوود، و ملیسا سیجمیلر نیز بازیگرانی هستند که از همان ابتدا در این سریال حضور داشتند.
با این حال، با شروع پیش تولید سریال، بازیگران شروع به تغییر کردند. در ۱۳ ژوئن ۲۰۱۳، اعلام شد که ملیسا سیجمیلر دیگر بخشی از سریال نخواهد بود و جسی لی سافر رسماً به عنوان یک بازیگر اصلی به بازیگران دیگر پیوست. در ۲۳ آگوست ۲۰۱۳، پاتریک فولوگر و سوفیا بوش ستاره فیلم One Tree Hill به ترتیب در نقش افسر آدام روزک و کارآگاه ارین لیندسی به بازیگران پیوستند. مارینا سکورچیاتی در ۲۸ اوت ۲۰۱۳ به بقیه بازیگران پیوست. در ۳۰ آگوست، الیاس کوتیاس به یک بازیکن ثابت تبدیل شد. آرچی کائو در ۲۷ سپتامبر ۲۰۱۳ به عنوان یک عضو عادی معرفی شد. در ۲۱ اکتبر ۲۰۱۳، استلا مایو در نقش نادیا، یک اسکورت زیبای ۱۸ ساله که به هروئین معتاد است و یک ترک بسیار دشوار را پشت سر می‌گذارد، انتخاب شد. سیدنی تمیا پوآتیه به عنوان ستاره مهمان در دسامبر سال ۲۰۱۳ اعلام شد و در ۲۰ دسامبر ۲۰۱۳ اعلام شد که هم ایستوود و هم ریموند به دلیل اختلافات خلاقانه سریال را ترک کرده‌اند.
در سپتامبر ۲۰۱۶، گزارش شد که سدا به عنوان یک بازیکن به سریال قانونی درام به نام شیکاگو عدالت خواهد پیوست. در می ۲۰۱۷، اعلام شد که بوش پس از چهار فصل سریال را ترک خواهد کرد. پس از لغو شیکاگو عدالت در ژوئیه ۲۰۱۷ اعلام شد که سدا دوباره به شیکاگو پی‌دی خواهد پیوست این دفعه به‌طور منظم برای فصل پنج. در ژوئیه ۲۰۱۷، تریسی اسپیریداکوس به عنوان کارآگاه هیلی آپتون در سریال پس از اینکه به عنوان یک مهمان در سه قسمت فصل چهارم حضور یافت ارتقا پیدا کرد. در ۱۹ آوریل ۲۰۱۹، ان‌بی‌سی اعلام کرد که سدا در پایان فصل ششم دوباره سریال را ترک خواهد کرد.

## جوایز و نامزدها
| سال  | جایزه              | دسته‌بندی                                         | نامزد (های)                       | نتیجه    |
| ---- | ------------------ | ------------------------------------------------ | --------------------------------- | -------- |
| ۲۰۱۴ | جوایز بنیاد ایمیجن | بهترین بازیگر نقش مکمل مرد/تلویزیون              | جاون سدا                          | برنده    |
| ۲۰۱۴ | جوایز بنیاد ایمیجن | بهترین برنامه تلویزیونی پرایم تایم: درام یا کمدی | شیکاگو پی‌.دی.                     | نامزدشده |
| ۲۰۱۵ | جوایز بنیاد ایمیجن | بهترین بازیگر نقش مکمل مرد/تلویزیون              | جاون سدا                          | نامزدشده |
| ۲۰۱۵ | جوایز منشور        | اپیزود سریال درام – استفاده از مواد              | شیکاگو پی.دی. – قسمت: «۳۰ بادکنک» | نامزدشده |
| ۲۰۱۶ | جوایز بنیاد ایمیجن | بهترین بازیگر مرد/تلویزیون                       | جاون سدا                          | برنده    |
| ۲۰۱۷ | جایزه منتخب مردمی  | بازیگر مورد علاقه درام جنایی تلویزیون            | سوفیا بوش                         | نامزدشده |